# Торпедовоз
Торпедовоз — исторически существовавшая разновидность военно-морских судов обеспечения, основным назначением  которых являлась доставка торпед на плавучие и береговые базы. Обычно для этого задействовались либо корабли специальной конструкции, либо небольшие переоборудованные суда. Как правило, их вместимость составляла не более 40 торпед, водоизмещение находилось в диапазоне от 300 до 700 тонн, а дальность плавания достигала 1000 морских миль (примерно 1852 км). 
В настоящее время проектирование и строительство торпедовозов прекращено, а их обязанности выполняются транспортными судами вооружения. 